# 押入 (津山市)
押入（おしいれ）は岡山県津山市にある地名。郵便番号は708-1126。

## 地理
加茂川の北に東西に広がる。北は高野本郷、高野山西、西は野介代、川崎、南は河辺、東は河面と接する。

### 河川
- 加茂川
- 蟹子川

## 歴史

### 沿革
- 1872年 - 押入村上分（押入上村）、押入村下分（押入下村）が合併、押入村となる。
- 1889年6月1日 - 町村制施行により、東南条郡押入村が同郡高野本郷村、高野山西村、野村と合併、高野村となる。押入村は大字押入となる。
- 1900年4月1日 - 東南条郡が東北条郡、西西条郡、西北条郡と合併し、苫田郡となる。
- 1954年7月1日 - 高野村が周辺の村とともに津山市に編入される。

## 世帯数と人口
2021年（令和3年）1月1日現在の世帯数と人口は以下の通りである。
| 町丁 | 世帯数  | 人口    |
| ---- | ------- | ------- |
| 押入 | 907世帯 | 2,053人 |

## 小・中学校の学区
市立小・中学校に通う場合、学区は以下の通りとなる。
| 番地           | 小学校             | 中学校               |
| -------------- | ------------------ | -------------------- |
| 高杉団地を除く | 津山市立高野小学校 | 津山市立津山東中学校 |
| 高杉団地       | 津山市立林田小学校 | 津山市立津山東中学校 |

## 交通

### 道路
- 国道53号（国道429号と重複区間）
- 国道429号（国道53号と重複区間）
- 岡山県道345号上横野兼田線

## 施設
- 津山市立津山東中学校
- バー&グリルcon amore
- 岡山トヨタ自動車東津山店
- ホンダ販売キシモト